# Cratere Khatun
Khatun  è un cratere sulla superficie di Venere. Deve il suo nome a Mihri Hatun (in turco ottomano مهری خاتون), poetessa ottomana del XV secolo.